# Peter Thomsen
Peter Thomsen (født 4. april 1961) er en tysk rytter, som specialiseret sig military. 
Thomsens første store internationale resultater kom i første halvdel af 1990'erne, hvor han med hesten White Girl opnåede en fjerde- og en femteplads ved EM (henholdsvis hold og individuelt). I 1994 var han med til at vinde VM-bronze for hold for Tyskland, og deltog første gang ved OL i 1996 i Atlanta, hvor han dog måtte udgå af konkurrencen.
I de følgende år var han med til at vinde EM-sølv i holdkonkurrencen i 1999, og han vandt sin første medalje ved det tyske mesterskab med bronze i 2003. I 2008 i Beijing deltog Thomsen igen i OL, hvor han i den individuelle konkurrence sluttede som nummer 37 på The Ghost of Hamish. Han var også med på det tyske hold, der vandt guld, skønt Thomsen, som femtebedste tyske rytter, ikke bidrog til medaljen, der blev sikret af Hinrich Romeike, Ingrid Klimke og Andreas Dibowski med i alt 166,1 point foran Australien med 171,2 og Storbritannien med 185,7 point.
Han repræsenterede igen Tyskland ved OL 2012 i London, hvor han på Barny blev nummer 31 individuelt. og også her var han med i holdkonkurrencen, hvor tyskerne genvandt guldmedaljen. Som i 2008 var han femtebedst blandt tyskerne, hvor guldet blev sikret af Michael Jung, Sandra Auffarth og Ingrid Klimke, der i alt opnåede 133,70 point, mens briterne på andenpladsen fik 138,20 og New Zealand på tredjepladsen 144,40 point.
I 2013 og 2015 vandt igen bronze ved de tyske mesterskaber.

## Reference
1. 1 2  Erfolge (tysk), thomsen-team.de, hentet 26. januar 2022
2. 1 2 3  Peter Thomsen, olympedia.org, hentet 26. januar 2022
3. ↑  Team, Open, olympedia.org, hentet 26. januar 2022
4. ↑  Team, Open, olympedia.org, hentet 26. januar 2022